# Bullebakssluis
De Bullebakssluis (brugnummer 160) is een vaste brug in Amsterdam-Centrum. Deze vaste brug is een andere dan de verderop in de Marnixstraat gelegen Bullebak.

## Plaats en functie
De brug is gelegen in de Marnixstraat en overspant een kleine verlenging van de Bloemgracht tussen de Lijnbaansgracht en de Singelgracht. Er lag al tijden een brug, die nog in 1878 werd aangepast.
De brug die stamt uit ongeveer 1930 is ontworpen door Piet Kramer, de bruggenarchitect van de Dienst der Publieke Werken van Amsterdam. Ze ligt nabij Raampoort en het politiebureau Raampoort. Ze werd nog licht aangepast in 1968 en 1978 (delen werden vernieuwd en ze kreeg een ander profiel rijdek) De brug, waarvan het wegdek in de 21e eeuw direct in de Marnixstraat is opgenomen, was een zeer drukke verkeersbrug waar ook tramlijn 10 overheen reed (sinds juli 2018 tramlijn 5).
In eerste instantie wilde de gemeente Amsterdam dat van hieruit de uitvalsweg naar Amsterdam-West begon, later kwam ze daarop terug en verschoof die naar De Clerqstraat. Over de brug rijdt nu eenrichtingsverkeer naar het noorden, fietsers, voetgangers en trams in beide richtingen. Vanwege de slechte conditie van de brug besloot wethouder Sharon Dijksma in maart 2019 dat de brug per direct verboden terrein voor vracht- en busverkeer zou zijn. Ook werden er aanvullende maatregelen getroffen om te zorgen dat het gebruik van de brug veilig zou blijven.
De gemeente Amsterdam heeft de brug tussen 2020 en 2023 vervangen door nieuwbouw, met behoud van het historische uiterlijk.
Rondom de brug is op een pleintje (dat in 2005 na herinrichting officieus de naam Bullebakssluis kreeg) te vinden “Nieuwe Naatje”, een bronzen plastiek uit 1975 in de vorm van een vrouwenfiguur, van beeldhouwster Hanna Mobach.

## Naam
Op de plek waar de huidige Marnixstraat gesneden wordt door de verbinding Nassaukade / Bloemgracht lag de Raampoort, die bestond uit een doorgang in de oude stadswal. Naast die poort, die in 1844 werd afgebroken, lag een tweede doorgang, die de verbinding vormde tussen het water van de Lijnbaansgracht en de Singelgracht. Beide doorgangen zijn te zien op het hieronder afgebeelde schilderij Het Raampoortje te Amsterdam van W.J. van Troostwijk.
In 1940 deed de gemeente Amsterdam een van de vele pogingen om al haar bruggen te vernoemen. Daarbij kwam (opnieuw) aan het licht dat Amsterdam twee Bullebakssluizen had. De ene ligt in de Marnixstraat ter hoogte van de Brouwersgracht, de andere in dezelfde straat ter hoogte van de Bloemgracht. Beide bruggen zijn vernoemd naar een wezen uit een oud volksverhaal, het waterspook de Bullebak, dat in gewelven bij de sluisjes woonde en kinderen die te dicht bij de waterkant kwamen het water in sleurde. Toen werd uitgezocht welke sluis nu de echte Bullebakssluis zou moeten heten. Raadpleging van kaarten uit 17e eeuw en 18e eeuw gaf geen uitsluitsel. De brug over de Brouwersgracht heette toen officieel kleine Brouwers Schutsluis en werd in de volksmond Bullebakssluis genoemd en werd later de Bullebak (brugnummer 149). De brug over de Bloemgracht had volgens toenmalige inzichten meer het recht de naam Bullebakssluis te dragen. Nabij de Raampoort lag namelijk ook de Bullebackxsloot, de latere Hugo de Grootgracht.

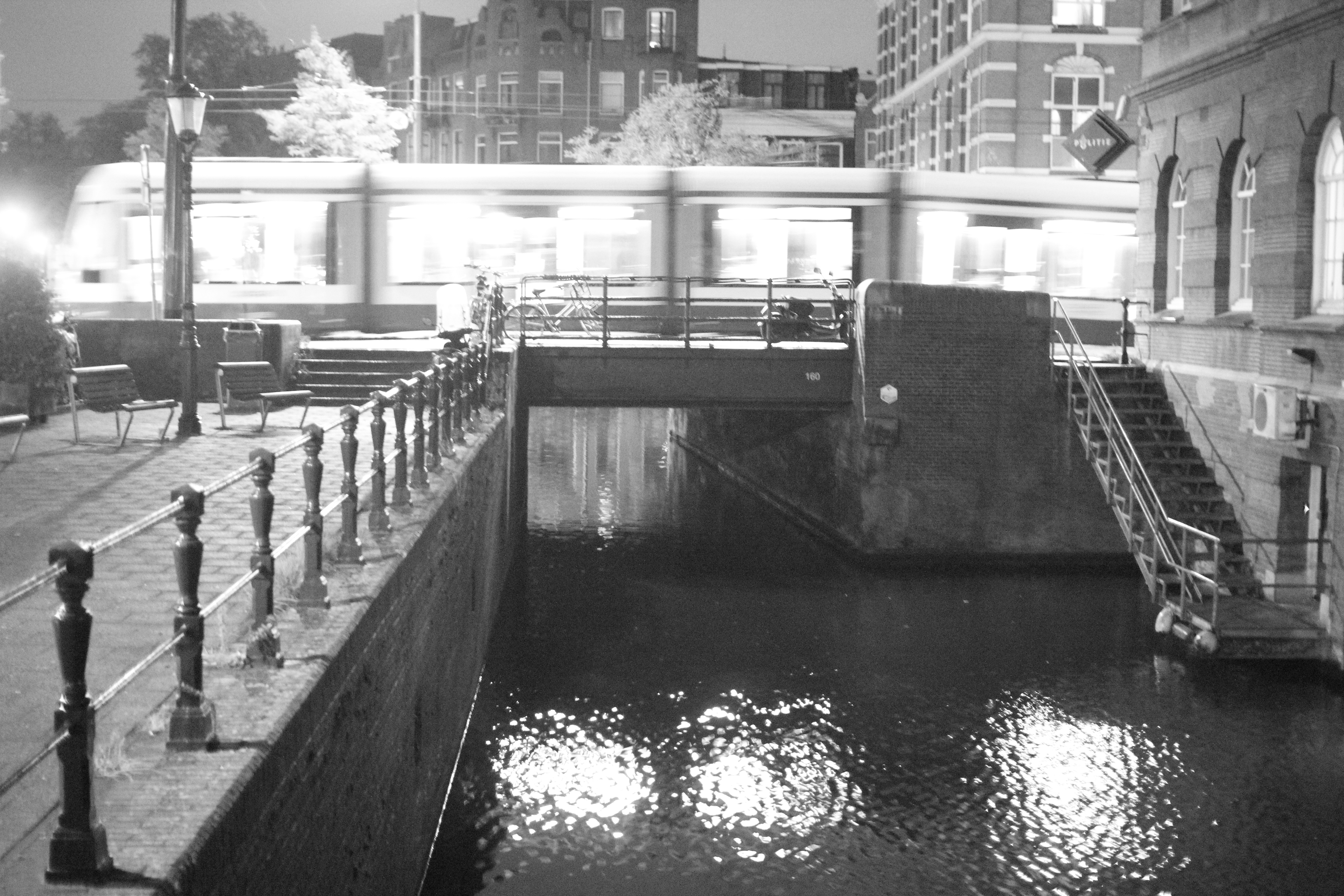
Lijn 10 rijdt over Brug 160.
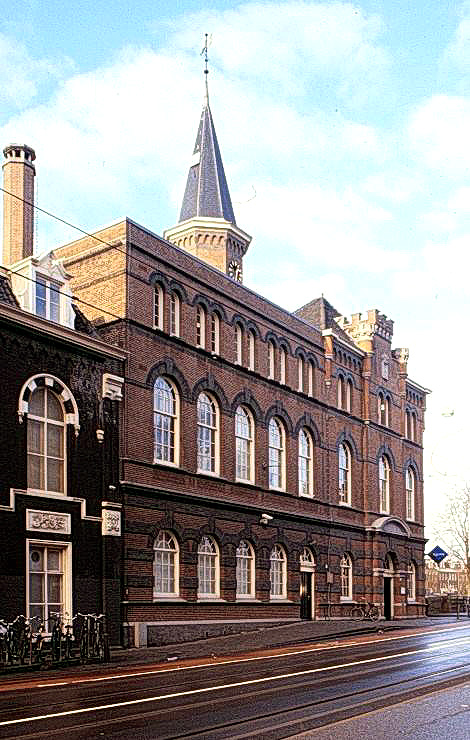
Politiebureau Raampoort
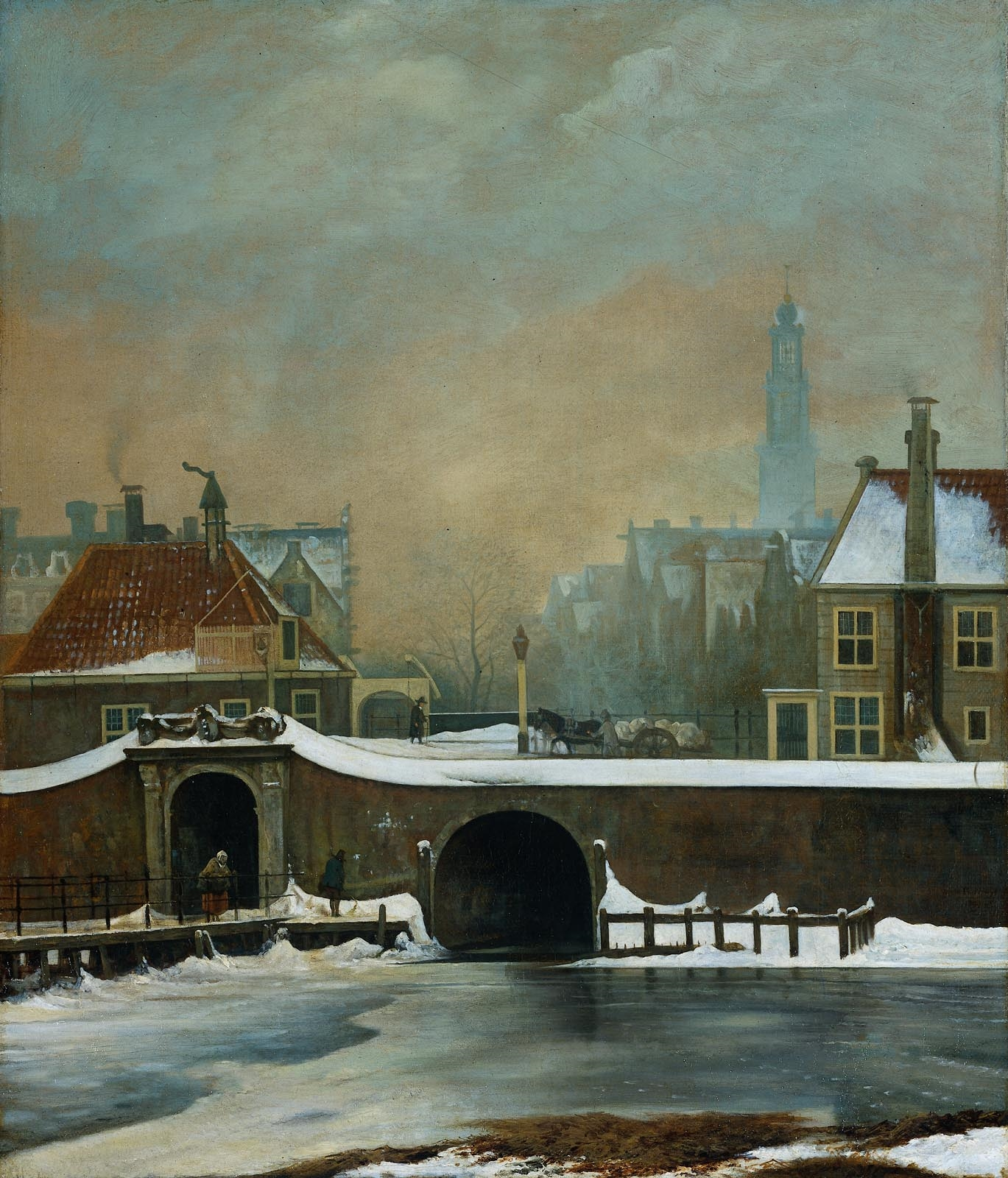
Het Raampoortje te Amsterdam, 1809, W.J. van Troostwijk, Rijksmuseum
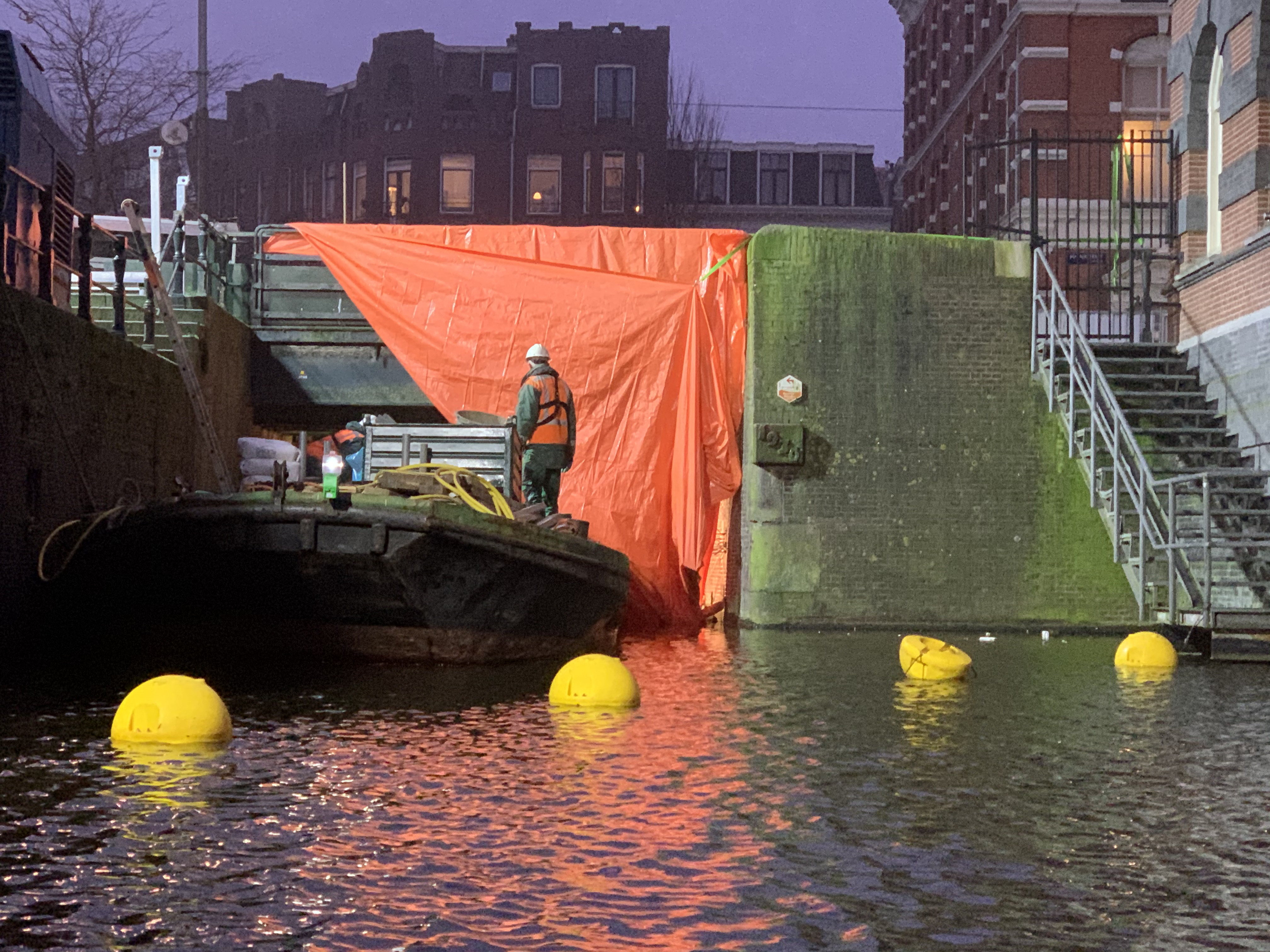
Werkzaamheden aan de Bullebakssluis, januari 2020

<<< · 100 · 101 · 102 · 103 ·  105 · 106 · 107 · 108 · 109 ·  110 · 111 · 112 · 113 · 114 · 115 · 116 · 117 · 118 · 119 · 120 · 121 · 122 · 123 · 124 · 125 · 126 · 127 · 128 · 129 · 130 · 131 · 132 · 135 · 136 · 137 · 138 · 139 · 140 · 141 · 142 · 143 · 144 · 145 · 146 · 147 · 148 · 149 ·  150 · 151 · 152 · 155 · 156 · 159 · 160 · 161 · 162 · 163 · 164 · 165 · 166 · 167 · 168 · 169 ·  170 · 171 · 172 · 173 · 174 · 175 · 176 · 177 · 178 · 179 · 180 · 181 · 182 · 183 · 184 · 185 · 186 · 187 · 189 · 190 · 191 · 192 · 193 · 194 · 195 · 196 · 198 · 199 · >>>
Brugnummers 104, 133, 134, 153, 154, 157, 158, 188 en 197 zijn niet (meer) in gebruik.